# Aziatische kampioenschappen wielrennen 2018 – Individuele tijdrit vrouwen junioren
De individuele tijdrit voor vrouwen junioren op de Aziatische kampioenschappen wielrennen 2018 werd gehouden op 8 februari van dat jaar. De negen deelneemsters moesten een parcours van 11 kilometer in en rond Naypyidaw afleggen. De Kazachse Marïna Kwrnosova volgde de Chinese Kang Qiao op als winnares.

## Uitslag
| Plaats | Naam                  | Tijd    |
| ------ | --------------------- | ------- |
| Goud   | Marïna Kwrnosova      | 15'42"  |
| Zilver | Yuno Ishigami         | + 32"   |
| Brons  | Lee Sze Wing          | z.t.    |
| 4      | Chen Pei Yu           | + 44"   |
| 5      | Enkhsaran Erdenetsogt | + 1'26" |
| 6      | Hoi Ian Au            | + 1'28" |
| 7      | Saeideh Sayahian      | + 1'31" |
| 8      | Kyawt Kay Khaing      | + 1'32" |
| 9      | Thananya Jaichuang    | + 1'53" |